# Betula populifolia
Betula populifolia, el abedul gris, es una especie de árbol perteneciente a la familia de las betuláceas. 

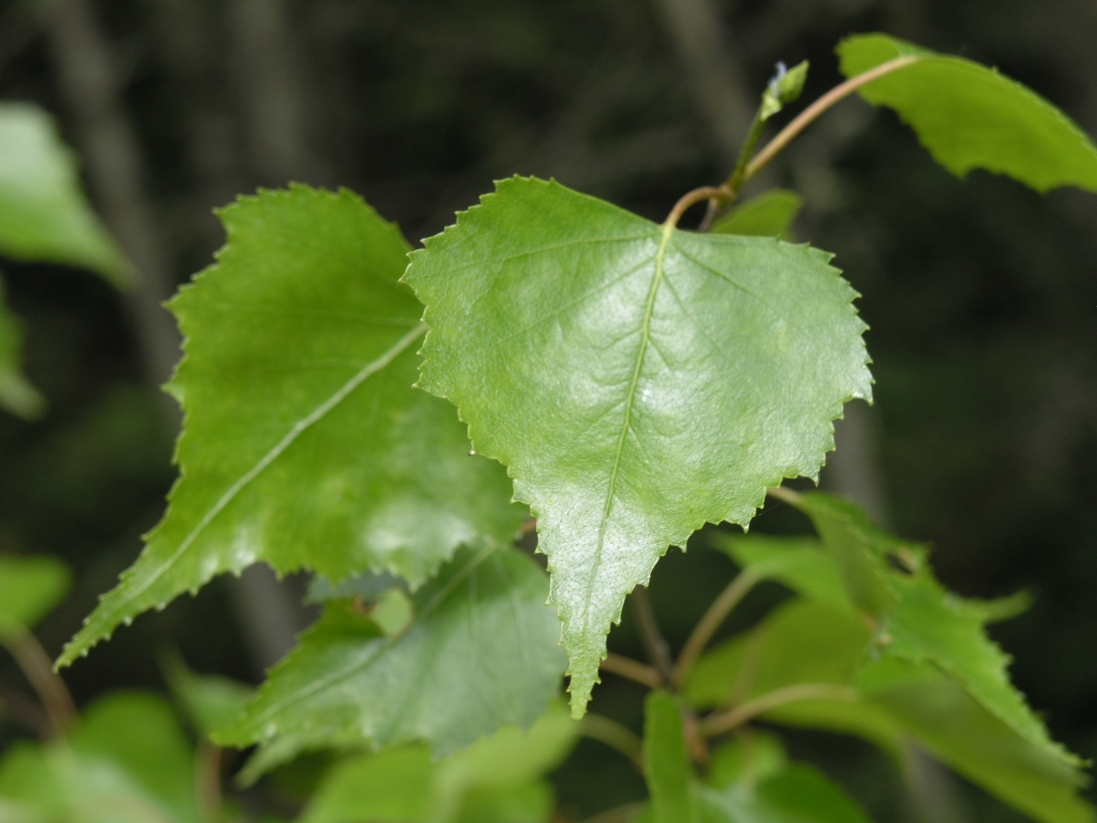
Detalle de las hojas.

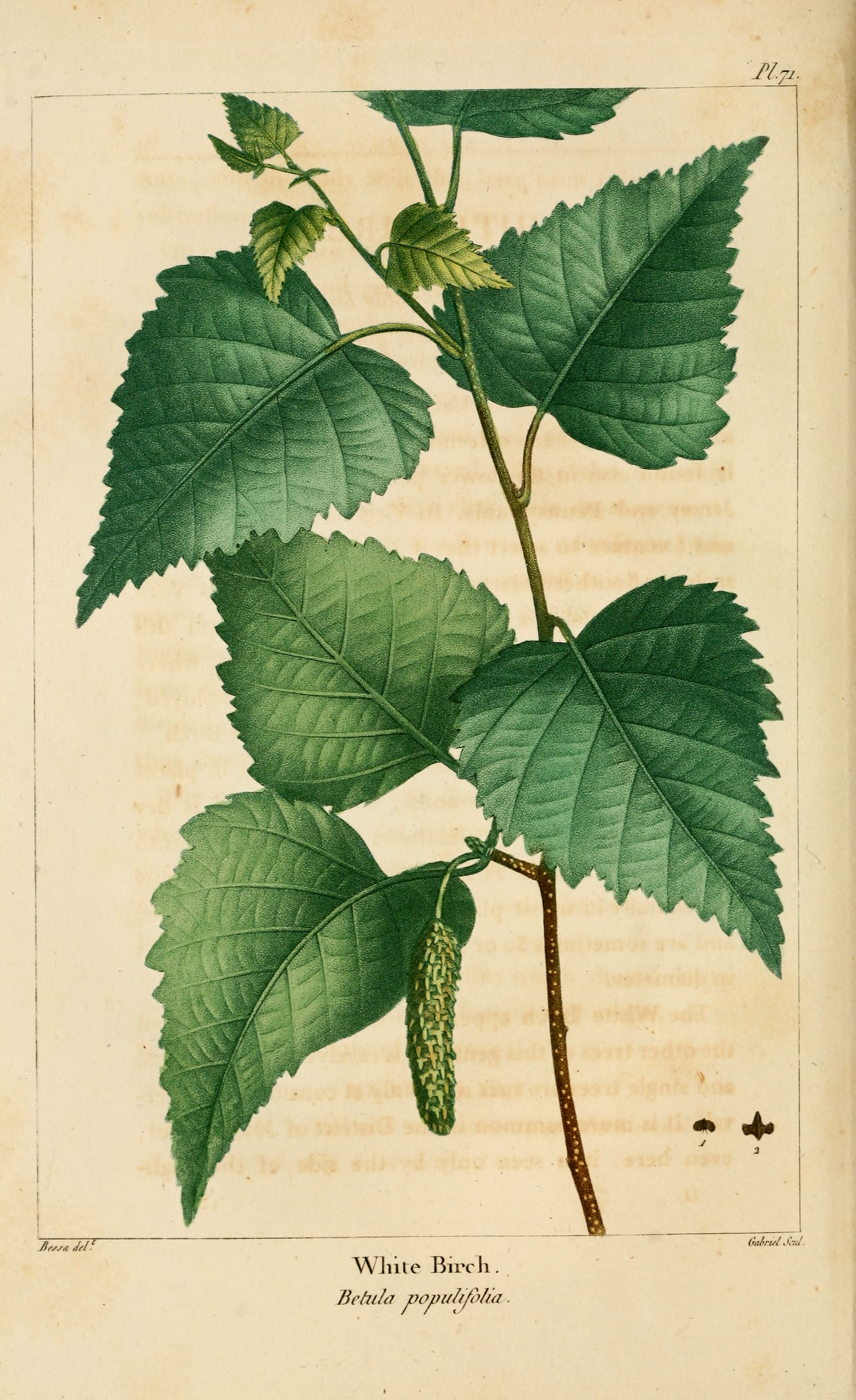
Ilustración.

## Descripción
Crece rápidamente alcanzando los 7 a 9 m de altura y 0,3 m de diámetro, con una corona irregular abierta de ramas delgadas. El árbol tiene múltiples troncos a menudo ramificando fuera de un viejo tocón. Las hojas tienen 5-7,5 cm de largo por 4-6 cm de ancho, dispuestas alternativamente, aovadas, y reducidas a una punta alargada. Son glabras y de color verde oscuro por el haz y pálido por el envés, con un margen toscamente serrado. La corteza es de color blanco grisáceo a gris negro con parches triangulares donde se reúne el tronco. Es suave y delgado, pero no fácilmente se exfolia. Las flores son polinizadas por el viento y tienen un amento de 5-8 cm de largo, las masculinas colgantes y las femeninas erectas. El fruto, madura en el otoño y se compone de muchas semillas diminutas aladas, llamadas sámaras, que se encuentran embaladas entre las brácteas.

## Distribución
Es un árbol caducifolio nativo de América del Norte. Se encuentra desde el sureste de Ontario, al este de Nueva Escocia, y el sur de Pensilvania y Nueva Jersey. También cuenta con poblaciones disjuntas en Indiana, Virginia y Carolina del Norte.

## Hábitat
Prefiere suelos pobres y secos de montaña, pero también se encuentra en bosques húmedos mixtos. Es un pionero de las especies en los campos abandonados y zonas quemadas, pero es de corta duración.

## Ecología
Al igual que otros abedules de América del Norte, es altamente resistente al barrenador del abedul (Agrilus anxius). Las hojas sirven de alimento para varios lepidópteros. Véase la Lista de lepidópteros que se alimentan de los abedules. La madera es flexible y se utiliza para leña y carretes.

## Taxonomía
Betula populifolia fue descrita por Humphrey Marshall y publicado en Arbustrum Americanum 19. 1785.
Etimología
Betula: nombre genérico que dieron los griegos al abedul.
populifolia: epíteto latino que significa "con hojas como el género Populus".
Sinonimia
- Betula acuminata Ehrh.
- Betula alba subsp. populifolia (Marshall) Regel
- Betula alba var. populifolia (Marshall) Spach
- Betula cuspidata Schrad. ex Regel
- Betula excelsa var. canadensis Wangenh.
- Betula lenta var. populifolia (Marshall) Castigl.
- Betula populifolia forma incisifolia Fernald[3][4][5]